# 石井駅 (徳島県)
石井駅（いしいえき）は、徳島県名西郡石井町石井にある四国旅客鉄道（JR四国）徳島線の駅。駅番号はB05。
特急「剣山」（3・4号）を除く全列車が停車する。

## 歴史
- 1899年（明治32年）2月16日：開業[1]。
- 1983年（昭和58年）4月1日：自動券売機を設置[4]。
- 1987年（昭和62年）4月1日：国鉄分割民営化により四国旅客鉄道が承継[1]。
- 1994年（平成6年）3月1日：土日は無人駅となる[5]。
- 2005年（平成17年）3月1日：特急列車の一部が停車するようになる。
- 2019年（令和元年）10月：平日の営業時間が短縮され、土休日が休みとなる[6]。
- 2024年（令和6年）3月16日：終日無人化[2][3]。

## 駅構造
相対式ホーム2面2線をもつ地上駅。二つのホームは一本の跨線橋で結ばれているが、これは1915年と古くからのもので、柱には鉄道院の刻印がある。
構内には他に保線事業用車両を引き込んでおく留置線（写真を参照されたい）が設置されている。
木造駅舎があり、無人駅となっている。駅舎内にはキヨスクがあったが閉店した。2003年頃に改築され、バリアフリーに対応したスロープや点字ブロックがつけられた。
トイレは男女兼用の簡易水洗。

### のりば
| のりば | 路線    | 方向 | 行先               |
| ------ | ------- | ---- | ------------------ |
| 1・2   | ■徳島線 | 下り | 穴吹・阿波池田方面 |
| 1・2   | ■徳島線 | 上り | 佐古・徳島方面     |

付記事項
- 徳島線は佐古駅 - 鴨島駅間のみ高速化改良されており、当駅は2番のりばが一線スルー化されていて上下本線となっている（制限速度100km/h）。当駅を通過する特急は2本しかないが、通過する特急はいずれも上下本線を通過することとなる。
- 当駅に停車する列車は駅舎側の1番のりばを優先して使用するが、行違い時には徳島方面の列車が2番のりばに入るほか、普通列車と緩急接続する特急も2番のりばを使用する。

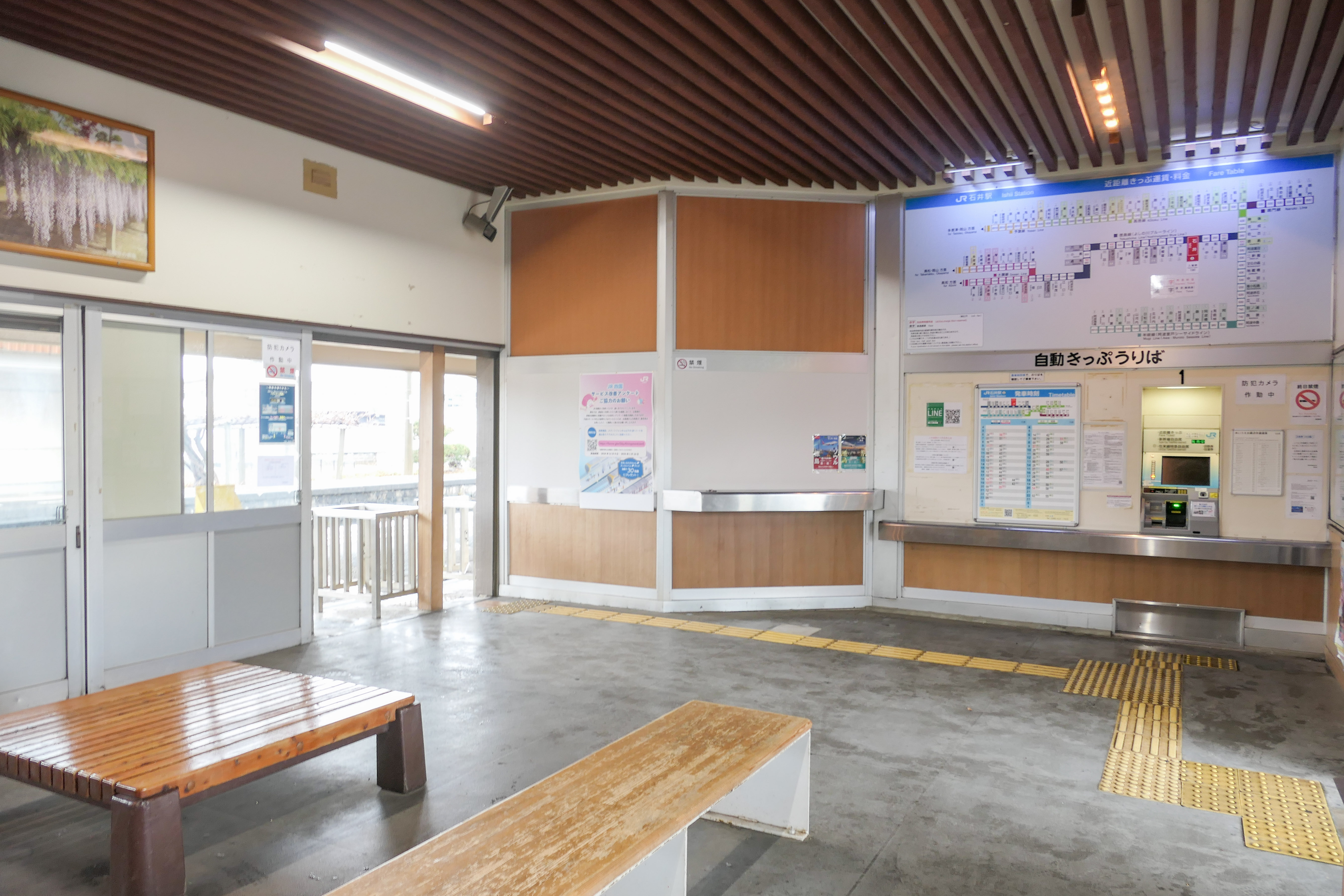
切符売り場と改札口（2025年1月）
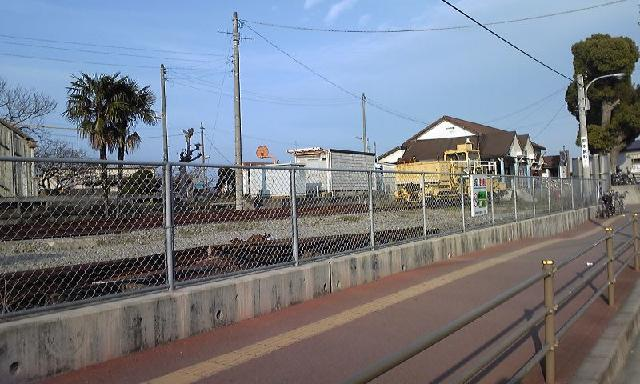
駅舎の西、在来線の南側に位置する留置線（2009年12月）
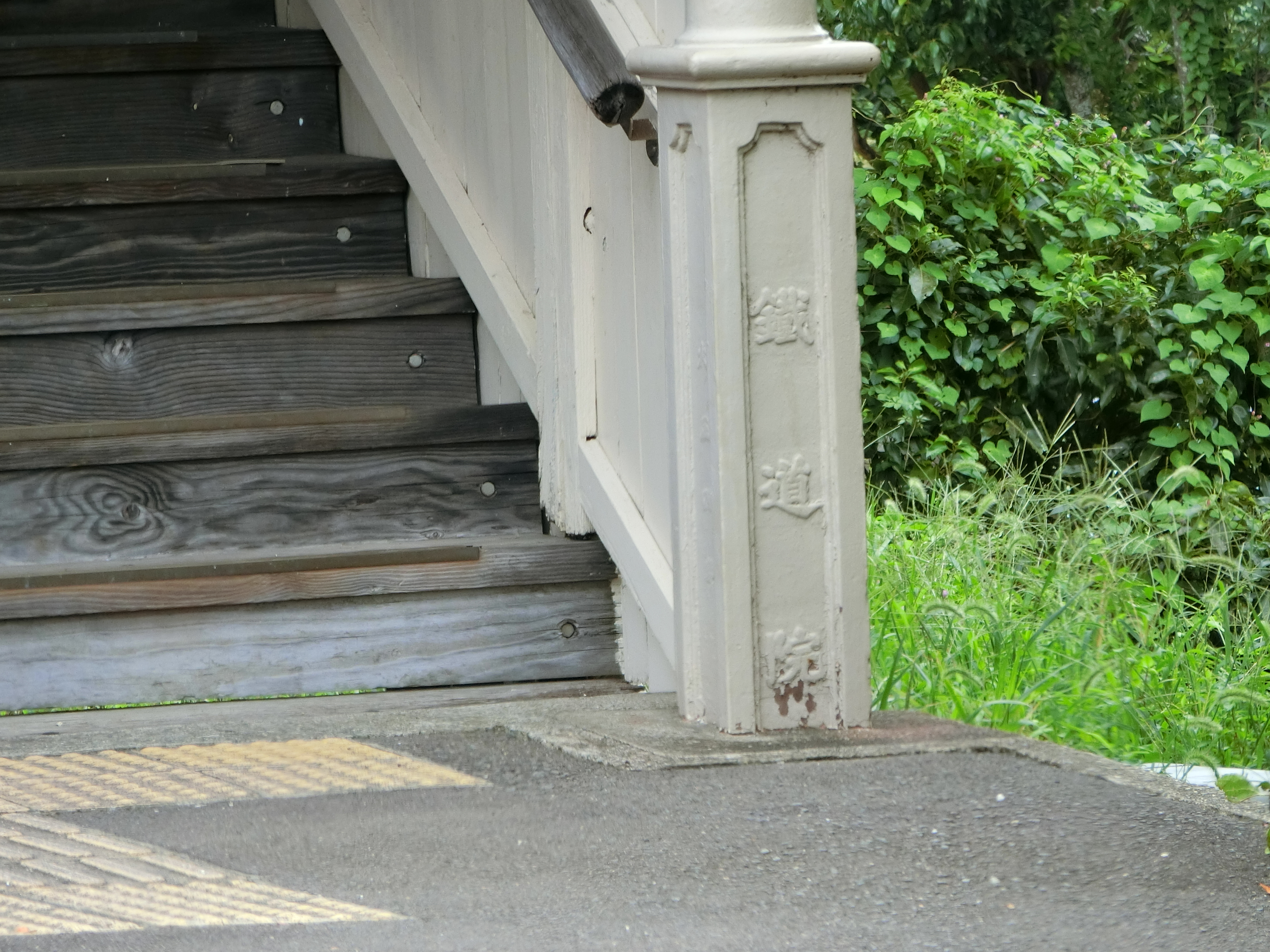
「鉄道院」の文字がある跨線橋（2020年9月）

## 利用状況
1日平均乗車人員は下記の通り。徳島線内における利用状況は、当駅が最多である。
| - 1,121人（1995年度） - 1,093人（1996年度） - 1,035人（1997年度） - 994人（1998年度） - 990人（1999年度） - 949人（2000年度） - 926人（2001年度） - 914人（2002年度） - 891人（2003年度） - 897人（2004年度） | - 930人（2005年度） - 940人（2006年度） - 952人（2007年度） - 961人（2008年度） - 920人（2009年度） - 926人（2010年度） - 919人（2011年度） - 936人（2012年度） - 955人（2013年度） - 941人（2014年度） |

## 駅周辺
公共施設
- 石井町役場
- 石井町中央公民館
- 徳島県立名西高等学校
- 石井町立石井中学校
- 石井町立石井小学校
- 徳島名西警察署石井庁舎
- 石井郵便局

金融機関
- 阿波銀行石井支店
- 四国銀行石井支店
- 徳島大正銀行石井支店

道路
- 国道192号
- 徳島県道34号線石井引田線
- 徳島県道153号石井停車場線

## バス路線
駅前に「石井」停留所、国道192号沿いに「石井中」停留所、徳島県道34号線沿いに「石井駅西」停留所がある。各停留所を経由する路線は下記の通り。
- 「石井」停留所
  - 高速バス
    - 東京方面：エディ号（徳島バス・京浜急行バス）[7][8]【※2021年3月16日より運行休止中】
    - 大阪方面：大阪-徳島線（徳島バス・阪神バス・南海バス）

- 「石井中」停留所
  - 路線バス
    - 徳島バス
      - 鴨島線
      - 石井・高原線
      - 神山線

- 「石井駅西」停留所
  - 路線バス
    - 徳島バス
      - 石井・高原線

## 隣の駅
四国旅客鉄道（JR四国）
■徳島線
- 特急「剣山」一部停車駅
- 観光列車「藍よしのがわトロッコ」停車駅

■普通
府中駅 (B04) - 石井駅 (B05) - 下浦駅 (B06)